# Peterborough (Ontario)
Peterborough es una ciudad ubicada en Ontario, Canadá, 125 kilómetros al nordeste de Toronto. De acuerdo al censo efectuado en el 2011, la población de la ciudad de Peterborough fue de 205 241 personas. El actual alcalde de la ciudad es Daryl Bennett.
Se le conoce como la "Ciudad Eléctrica" ya que fue la primera en Canadá en usar electricidad en los postes de luz de las calles. Ha sido sede de importantes empresas internacionales como Siemens, Rolls Royce y General Electric.